# Karl Künstler (acteur)
Pour l’article homonyme, voir Karl Künstler.
Karl Künstler (né le 13 février 1957 à Vienne-Hernals) est un acteur autrichien.

## Biographie
Karl Künstler va d'abord à l'école polytechnique avant d'opter pour un compagnonnage de peinture d'enseignes à la Höhere Graphische Bundes-Lehr- und Versuchsanstalt.
Il occupe pendant trois ans un emploi dans la société de production cinématographique Fuchsbauer. Il travaille pendant 16 ans au centre des médias de la ville de Vienne. Il développe des projets vidéo et des pièces radiophoniques avec des jeunes. Pendant ce temps, il conçoit également des conceptions d'éclairage pour des événements musicaux pendant 8 ans. Pendant 2 ans, l'artiste est membre en tant qu'acteur et chanteur du groupe underground "Wiener Wunder". De plus, Karl Künstler est engagé pendant près de 20 ans en tant qu’ingénieur en éclairage et en son dans le cabaret Vindobona. Depuis 1984, il est acteur.

## Filmographie
Cinéma
- 1986 : Un homme à succès
- 1993 : Muttertag
- 1993 : Indien
- 1994 : 71 Fragments d'une chronologie du hasard
- 1997 : Qualtingers Wien
- 1998 : Helden in Tirol
- 1998 : Hinterholz 8
- 1999 : Wanted
- 2002 : Poppitz
- 2003 : MA 2412 – Die Staatsdiener
- 2004 : Silentium
- 2006 : Lapislazuli – im Auge des Bären (de)
- 2008 : Falco – Verdammt, wir leben noch!
- 2011 : Brand - Eine Totengeschichte

Téléfilms
- 1996 : Schwarzfahrer (de)
- 1997 : Kreuzfeuer
- 1999 : Jahrhundertrevue

Séries télévisées
- 1996–2000 : Kaisermühlen Blues
- 1999 : Julia – Eine ungewöhnliche Frau
- 1999–2002 : MA 2412
- 2002 : Rex, chien flic : Manipulation
- 2002–2008 : Trautmann
- 2005 : 11er Haus
- 2006 : Tatort: Familiensache
- 2008 : SOKO Donau: Nachts kaum Abkühlung
- 2010 : Die Gipfelzipfler
- 2010 : Vitasek?
- 2011 : Der wilde Gärtner
- 2013 : Paul Kemp – Alles kein Problem: Disharmonie